# En teoria
"En teoria" (títol original en anglès "In Theory") és el 25è episodi de la quarta temporada de la sèrie de televisió de ciència-ficció estatunidenca Star Trek: La nova generació, i el 99è de tota la sèrie. Es va emetre originalment en redifusió als Estats Units el 3 de juny de 1991. L'episodi va ser escrit per Joe Menosky i Ronald D. Moore i va ser el debut com a director del membre del repartiment Patrick Stewart.
Ambientada al segle XXIV, la sèrie segueix les aventures de la tripulació de la nau de la Flota Estel·lar de la Federació Enterprise-D sota el comandament del capità Jean-Luc Picard. En aquest episodi, Data (Brent Spiner) accepta l'afecte de la seva companya de nau Jenna D'Sora (Michele Scarabelli) i busca una relació romàntica amb ella. Tanmateix, Jenna aviat comprèn els inconvenients d'una relació "programada". Mentre la parella intenta resoldre els seus problemes, l' "Enterprise" es mou cap a una zona de l'espai que es torna mortal per una nebulosa que està esquinçant petites escletxes en el teixit de l'espai, deformant qualsevol matèria que entri en contacte amb ells.
"En teoria" va rebre una puntuació Nielsen del 9,8%, convertint-lo en el segon episodi menys vist de la quarta temporada en la seva primera emissió. Els crítics van ser ambivalents sobre l'episodi. Van criticar elements de la trama, com ara l'elecció del capità Jean-Luc Picard per pilotar una llançadora en una subtrama en lloc d'un pilot de llançadora experimentat, i van considerar que el romanç de Data era ineficaç. Keith DeCandido va opinar que era una repetició de l'episodi de la segona temporada "La princesa".

## Sumari
Aquest episodi presenta una història d'amor de ciència-ficció entre Data i Jenna D'Sora (interpretada per l'actriu convidada Michele Scarabelli). Durant el transcurs de l'episodi, Data (un androide) intenta entendre les relacions romàntiques humanes demanant consell als seus companys de tripulació, després desenvolupa teories sobre els mitjans més eficaços per mantenir un contacte interpersonal proper i intenta utilitzar aquestes teories per iniciar una relació romàntica amb Jenna.

## Argument
Data, un androide, i Jenna D'Sora es troben en el sala de torpedes configurant diverses sondes amb les quals l'"Enterprise" explorarà una nebulosa propera. D'Sora explica que acaba de trencar amb el seu xicot i Data intenta consolar-la. Més tard toquen junts en un concert de cambra juntament amb Keiko O'Brien (Rosalind Chao). D'Sora es queixa de les seves habilitats com a música, però Data insisteix que no ha sentit res malament.
Més tard al pont, Data està revisant la informació de les sondes enviades a la nebulosa. Teoritzà que la vida podria haver evolucionat de manera diferent a la nebulosa a causa del volum de matèria fosca detectada. El capità Jean-Luc Picard (Patrick Stewart) ordena a la nau que vagi al planeta més proper dins de la nebulosa. Mentre Data i D'Sora configuren més sondes, ella el besa a la galta i després als llavis abans de sortir de l'habitació. Data demana l'opinió dels seus amics, incloent-hi Picard, Guinan (Whoopi Goldberg), Geordi La Forge (LeVar Burton), el comandant William Riker (Jonathan Frakes), Deanna Troi (Marina Sirtis) i Worf (Michael Dorn). Data decideix continuar la relació i va a la cabina de D'Sora amb un ram de flors, on l'informa que ha creat una subrutina romàntica per a la relació.
Mentrestant, l' "Enterprise" s'acosta al planeta. Picard entra a la seva sala de preparació i troba les seves pertinences escampades per terra. Crida a Worf, que no pot explicar el seu desplaçament. D'Sora arriba a la cabina de Data on està pintant. Ella li diu que continuï, però després s'enfada quan ho fa, cosa que li causa certa confusió. La nau arriba a les coordenades del planeta però no hi troba res. Aleshores, de sobte, apareix quan l'ordinador de la nau adverteix d'una despressurització a la sala d'observació. La tripulació investiga i troba tots els mobles apilats en un racó de l'habitació.
Data està visitant D'Sora, però ella sembla infeliç i ell actua de manera erràtica per trobar una resposta adequada per fer-la feliç. A la tripulació se li fa evident que la nebulosa està causant distorsions a l'espai; Picard ordena a la nau que entri en curvatura per abandonar la nebulosa el més ràpidament possible, però això accelera les distorsions. Mentre les investiga, la tinent Van Mayter (Georgina Shore) mor quan una distorsió la incrusta a la coberta. Data descobreix que la matèria fosca està causant les distorsions. La nau pot detectar les bosses a curta distància, però no té prou temps per apartar-se. Worf proposa utilitzar una llançadora per conduir l' "Enterprise" cap a fora, i Picard insisteix a pilotar-la sol.
Picard pilota la llançadora a través del camp de bosses de distorsió. El cap Miles O'Brien (Colm Meaney) transporta el capità de tornada a la nau abans que la llançadora sigui destruïda. L'aproximació va fer que l' "Enterprise" s'acosti a la vora de la nebulosa, i marxen ràpidament. Després, D'Sora revela a Data durant un sopar romàntic a les seves estances que ella va trencar amb el seu xicot perquè ell no estava disponible emocionalment i després el va perseguir perquè ell estava igual. Data s'adona que ella està trencant amb ell i explica que ell eliminarà la subrutina. D'Sora marxa i Data sembla impertorbable, tot i que el seu gat, Spot, salta a la seva falda com si volgués consolar-lo.

## Repartiment i doblatge al català
La sèrie va ser doblada al català pels estudis Tramontana (primera part) i Soundtrack (segona part) i emesa a TV3 l’any 1991. Els dobladors de l'episodi foren:
| Personatge          | Actor/actriu       | Veu en català            |
| ------------------- | ------------------ | ------------------------ |
| Jean-Luc Picard     | Patrick Stewart    | Joan Crosas              |
| William Riker       | Jonathan Frakes    | Antoni Forteza           |
| Data                | Brent Spinner      | Joaquim Sota             |
| Geordi La Forge     | LeVar Burton       | Aleix Estadella          |
| Worf                | Michael Dorn       | Enric Arquimbau          |
| Beverly Crusher     | Gates McFadden     | Aurora Garcia            |
| Deanna Troi         | Marina Sirtis      | Victòria Pagès           |
| Keiko O'Brien       | Rosalind Chao      | Sílvia Vilarrasa         |
| Tinent Jenna D'Sora | Michele Scarabelli | Marta Molins             |
| Guinan              | Whoopi Goldberg    | Montserrat García Sagués |
| Miles O'Brien       | Colm Meaney        | Jaume Nadal              |
| Alferes McKnight    | Pamela Winslow     | ?                        |

## Producció
"En teoria" va marcar el debut com a director del membre del repartiment Patrick Stewart. Stewart va demanar consell al seu company de repartiment Jonathan Frakes abans del rodatge, ja que Frakes ja havia dirigit tres episodis de La nova generació, convertint Stewart en el segon membre del repartiment a fer-ho. Frakes va pensar que Stewart va fer una bona feina, dient que "era fabulós i s'ho va passar molt bé".
La història va ser escrita per Joe Menosky i Ronald D. Moore, que van ser els dos editors executius de la sèrie durant la quarta temporada. Les estrelles convidades van incloure Michele Scarabelli, que anteriorment havia aparegut com a Susan a Alien Nation. Pamela Winslow va aparèixer com a alferes McKnight, a qui ja s'havia fet referència anteriorment a l'episodi "Pistes" però que no es va veure a la pantalla.

## Recepció
L'episodi es va emetre durant la setmana que va començar el 3 de juny de 1991, en redifusió. Segons Nielsen Media Research, va rebre un índex d'audiència del 9,8%. Això significa que va ser vist pel 9,8% de totes les llars que miraven la televisió durant la seva franja horària. Va ser el segon episodi menys vist de la temporada en la primera emissió, només per davant de "Família". Tots dos episodis van ser els únics de la quarta temporada que van rebre audiència inferior al 10%.
Diversos crítics van tornar a veure l'episodi després del final de la sèrie. Zack Handlen va veure l'episodi durant The A.V. Club el febrer de 2011. Va pensar que les dues trames no lligaven, però va dir de l'episodi que "tot i que no m'hagi encantat exactament, estic content que existeixi". Va pensar que les escenes amb D'Sora i Data eren "molt, molt estranyes", i que el final no revelava res de nou sobre Data. La subtrama que involucrava la nebulosa es va descriure com "un ganxo interessant, però no va enlloc". Va donar a l'episodi una nota de B. Jamahl Epsicokhan al seu lloc web Jammer's Reviews va descriure la trama principal com a "prou agradable", però no va poder entendre les motivacions de D'Sora per buscar la relació amb Data. Va descriure la subtrama com "pur farciment superficial que gairebé no val la pena esmentar" i no sabia per què Picard pilotava la llançadora en lloc d'un pilot de llançadora més experimentat. Va donar a l'episodi una puntuació de 2,5/4.
Michelle Erica Green va veure l'episodi per a TrekNation el maig de 2009. També va pensar que era un episodi agradable però que "mai s'acosta a la grandesa". Ella sentia que D'Sora mai va aconseguir la intimitat que Tasha Yar va aconseguir amb Data, i que la subtrama era simplement quelcom creat perquè Picard tingués alguna cosa a fer. Va resumir el final de l'episodi dient que "No crec que Data no pugui ser ferit emocionalment, però està més involucrat amb el seu gat que mai sembla estar-ho amb Jenna D'Sora". Keith DeCandido va fer una ressenya de l'episodi per a Tor.com el maig de 2012, descrivint-lo com un "inútil" i una repetició de l'episodi anterior "La princesa" però "sense la gravitas". Va pensar que fer que en Picard pilotés la llançadora era ridícul, sobretot perquè el personatge va admetre a l'episodi "Binaris" que feia anys que no treballava al timó d'una nau. Ho va resumir dient que, "en definitiva, és una repetició d'un episodi de Wesley Crusher. Un episodi de Wesley Crusher realment molt dolent" i li va donar una puntuació de dos sobre deu.
El 2019, Den of Geek va destacar aquest episodi per presentar una història romàntica.
El 2019, Screen Rant va classificar "En teoria" com el cinquè episodi més divertit de Star Trek: La nova generació.

## Llançament en mitjans domèstics
El primer llançament domèstic d' "En teoria" va ser en vídeocasset VHS, i va aparèixer el 5 de setembre de 1991 als Estats Units i al Canadà. L'episodi es va publicar posteriorment en LaserDisc el 24 de setembre de 1996, i també es va publicar amb la caixa del DVD de la quarta temporada de Star Trek: La nova generació, llançada als Estats Units el 3 de setembre de 2002. També va ser un dels episodis inclosos a la caixa antològica de DVD Star Trek Fan Collective - Captain's Log, per la qual va ser escollit per Patrick Stewart; la caixa també inclou els episodis de TNG "Cadena de comandament" (Parts I i II) i "Darmok", entre altres episodis de la franquícia.
El primer llançament en Blu-ray va ser al Regne Unit el 29 de juliol de 2013, seguit pels Estats Units el 30 de juliol.